# 逃出無名小鎮：史酷比遇上膽小狗英雄
《逃出無名小鎮：史酷比遇上膽小狗英雄》（英語：Straight Outta Nowhere: Scooby-Doo! Meets Courage the Cowardly Dog）是一部於2021年上映的美國喜劇恐怖動畫電影。

## 外部連結
- 互联网电影数据库（IMDb）上《逃出無名小鎮：史酷比遇上膽小狗英雄》的资料（英文）